# Gustav Ochs
Gustav Ochs (* 15. April 1825 in Magdeburg; † 7. November 1858 ebenda) war ein deutscher Landschaftsmaler der Düsseldorfer Schule.

## Leben

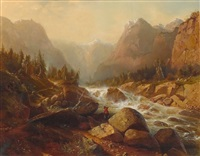
Gebirgslandschaft

Gustav Ochs war der Sohn des Magdeburger Stubenmalers Peter Ludwig Ochs (1788–1869) und dessen Ehefrau Christiane Schaefer. Das Paar hatte elf Kinder, wovon drei Söhne Künstler wurden. Während seine Brüder Walther und Albert von der Malerei, die sie bei ihrem Vater erlernt hatten, zur Fotografie wechselten und ein gemeinsames Fotoatelier unterhielten, wurde Gustav Ochs ein akademischer Landschaftsmaler. 1850 schrieb er sich an der Kunstakademie Düsseldorf zum Studium der Malerei ein. Dort besuchte er die Landschafterklasse von Johann Wilhelm Schirmer. Dieser bescheinigte dem 25-Jährigen „Talent“. Den Hinterlassenschaften seiner kurzen Künstlerlaufbahn zufolge – Gemälden und Skizzen – bereiste Ochs die Schweizer Alpen.
Ochs war Mitglied des Düsseldorfer Künstlervereins Malkasten.